# Trouble bipolaire non spécifié
 Mise en garde médicale
Le trouble bipolaire non spécifié (TPNS) catégorise les cas de troubles bipolaires (TB) dont les diagnostics spécifiques ne correspondent pas. Les sous-types du bipolaire font partie du spectre bipolaire. Le trouble bipolaire NS désigne des changements drastiques dans l'humeur ; il est donc considéré comme un trouble de l'humeur. Ce trouble survient habituellement au début de l'âge adulte mais peut également exposer des symptômes durant l'âge adulte. Le trouble bipolaire NS est diagnostiqué dans le manuel diagnostique et statistique des troubles mentaux (DSM-IV et DSM-IV-TR) avec le code 296.8. Dans une étude de 2007, la prévalence vie-entière était de 2,4 % de la population des États-Unis pour le trouble bipolaire non spécifié, contre 1 % pour le trouble bipolaire I et 1,1 % pour le  trouble bipolaire II.
Le trouble bipolaire non spécifié est parfois utilisé de façon provisoire pour diagnostiquer un individu qui montre différents signes de trouble bipolaire, en attendant d'avoir suffisamment d'informations pour établir un diagnostic spécifique.

## Nomenclature
Le trouble bipolaire, dénommé psychose maniaco-dépressive avant les années 1980, a souvent été considéré comme une forme de dépression.